# Temnopleuroida
Temnopleuroida är en ordning av sjöborrar. Temnopleuroida ingår i klassen sjöborrar, fylumet tagghudingar och riket djur. Enligt Catalogue of Life omfattar ordningen Temnopleuroida 19 arter. 
Kladogram enligt Catalogue of Life:
| Temnopleuroida | \| \| Temnopleuridae \| \| \| \| \| \| Toxopneustidae \| \| \| \| |
|                | \| \| Temnopleuridae \| \| \| \| \| \| Toxopneustidae \| \| \| \| |
|                | Arbacioida                                                        |
|                |                                                                   |
|                | Cassiduloida                                                      |
|                |                                                                   |
|                | Cidaroida                                                         |
|                |                                                                   |
|                | Clypeasteroida                                                    |
|                |                                                                   |
|                | Diadematoida                                                      |
|                |                                                                   |
|                | Echinidea                                                         |
|                |                                                                   |
|                | Echinoida                                                         |
|                |                                                                   |
|                | Echinothurioida                                                   |
|                |                                                                   |
|                | Holectypoida                                                      |
|                |                                                                   |
|                | Pedinoida                                                         |
|                |                                                                   |
|                | Salenioida                                                        |
|                |                                                                   |
|                | Spatangoida                                                       |
|                |                                                                   |
|                | Temnopleuridae                                                    |
|                |                                                                   |
|                | Toxopneustidae                                                    |
|                |                                                                   |

|  | Temnopleuridae |
|  |                |
|  | Toxopneustidae |
|  |                |